# Peter Weigel (Märtyrer)
Peter Weigel (* 1892 in Herzog (Susly), Wolga-Gebiet, Russisches Kaiserreich; † 3. November 1937 in Medweschjegorsk, Sowjetunion) war ein russlanddeutscher römisch-katholischer Geistlicher und Märtyrer.

## Leben
Peter Weigel wuchs im Bistum Tiraspol auf. Er studierte Theologie im Priesterseminar Saratow und wurde 1916 zum Priester geweiht. Er wirkte 1921 als Vikar in Mariental, später als Pfarrer in Herzog und 1928 als Kurat in Mariental. Am 2. Februar 1930 wurde er verhaftet, kam am 18. Juni in das Butyrka-Gefängnis und wurde dort am 20. April 1931 zum Tode verurteilt. Nach Umwandlung der Todesstrafe in Gulag-Haft kam er auf die Solowezki-Inseln, wurde dort am 9. Oktober 1937 erneut zum Tode verurteilt und am 3. November 1937 in Sandarmoch erschossen.

## Gedenken
Die Römisch-katholische Kirche in Deutschland nahm Peter Weigel als Märtyrer in das deutsche Martyrologium des 20. Jahrhunderts auf.